# パリ管弦楽団
パリ管弦楽団（パリかんげんがくだん、フランス語: Orchestre de Paris）は、1967年にパリに設立されたフランスのオーケストラ。2021年現在、フィルハーモニー・ド・パリで演奏会を行っている。

## 概要
1967年、パリ音楽院管弦楽団を発展的に解消し、フランス文化省の大臣アンドレ・マルローと音楽局長のマルセル・ランドスキの要請により、シャルル・ミュンシュを音楽監督に迎えて新たに設立された。この際に団員の7割近くが入れ替わり、全仏から優秀な奏者が選抜されて新加入している（この経緯からも、パリ音楽院管弦楽団が名称変更しての同一団体であるかのような記載は明らかに誤りである）。ところがミュンシュは1968年に急逝してしまう。

その後を受け、1969年から1971年まで、ヘルベルト・フォン・カラヤンが音楽顧問を務めた。カラヤン後はゲオルク・ショルティが首席指揮者を務めた後、ダニエル・バレンボイムが15シーズンに渡って首席指揮者を務めた。バレンボイムの後を受けたセミヨン・ビシュコフ離任後、1998年から2000年までクリストフ・フォン・ドホナーニが芸術顧問に就任した。その後クリストフ・エッシェンバッハ、2010年にはパーヴォ・ヤルヴィ、2016年からダニエル・ハーディングが、2021年からクラウス・マケラが音楽監督を務める。
ドイツ系フランス人（アルザス人）のミュンシュ以下、暫定的に統率したカラヤン、就任当時ドイツからイギリスに国籍を移したばかりだったショルティ、ドホナーニ、エッシェンバッハと歴代ドイツ系の指揮者が多い（オーストリアで学んだバレンボイムもドイツ志向の強い音楽家である）。これまで、フランス生まれのシェフは一人も就いていないが（フランス人と呼び得るのも、当時のドイツ領生まれで壮年期以降に帰化したミュンシュのみ）、サウンドは一貫してフランス的な明晰さを維持しつつも、一方で国際的なオーケストラとしてインターナショナルな特質を併せ持っている。ベルリンフィルに対抗できる世界的オーケストラが目指されたと言われ、発足当初から合奏力が高かった。
1998年に、長らく拠点であったサル・プレイエルが個人投資家に買収されて閉鎖され、楽団が追い出されたため、2002年よりテアトル・モガドール（Théâtre Mogador）をとりあえずの拠点に移したが、その後サル・プレイエルで演奏会を行うようになった。2015年からは、Cite de la musique の近くに新設されたフィルハーモニー・ド・パリ（Philharmonie de Paris）を本拠地としている。

## レコーディング
ミュンシュ時代のブラームスやラヴェルの録音、ショルティ時代のリストの録音、バレンボイム時代の近代フランス音楽集や、ビシュコフ時代のラフマニノフの録音などが代表的録音である。

## 歴代音楽監督等
- シャルル・ミュンシュ （1967年 - 1968年）
- ヘルベルト・フォン・カラヤン （1969年 - 1971年） 音楽顧問
- ゲオルク・ショルティ （1972年 - 1975年）
- ダニエル・バレンボイム （1975年 - 1989年）
- セミヨン・ビシュコフ （1989年 - 1998年）
- クリストフ・フォン・ドホナーニ （1998年 - 2000年） 芸術顧問
- クリストフ・エッシェンバッハ （2000年 - 2008年）
- パーヴォ・ヤルヴィ（2010年 - 2016年）
- ダニエル・ハーディング（2016年 - 2019年）
- クラウス・マケラ（2021年 - ）[3]